# 保利诺噬菌体科
保利诺噬菌体科（学名：Paulinoviridae ）为管状噬菌体目的一个科。

## 下级分类
本科包括以下属：
- Bifilivirus
- Thomixvirus